# Episodi di Bravo Dick (sesta stagione)
La sesta stagione della serie televisiva Bravo Dick è stata trasmessa in anteprima negli Stati Uniti d'America dalla CBS tra il 14 settembre 1987 e il 9 maggio 1988.
| nº | Titolo originale                             | Titolo italiano | Prima TV USA      | Prima TV Italia |
| -- | -------------------------------------------- | --------------- | ----------------- | --------------- |
| 1  | Here's to You, Mrs. Loudon                   |                 | 14 settembre 1987 |                 |
| 2  | Prima Darryl                                 |                 | 21 settembre 1987 |                 |
| 3  | Inn This Corner                              |                 | 28 settembre 1987 |                 |
| 4  | Me and My Gayle                              |                 | 5 ottobre 1987    |                 |
| 5  | Reading, Writing, and Rating Points          |                 | 12 ottobre 1987   |                 |
| 6  | Vintage Stephanie                            |                 | 19 ottobre 1987   |                 |
| 7  | Take Me to Your Loudon                       |                 | 26 ottobre 1987   |                 |
| 8  | Till Depth Do Us Part (Part 1)               |                 | 9 novembre 1987   |                 |
| 9  | Till Depth Do Us Part (Part 2)               |                 | 16 novembre 1987  |                 |
| 10 | Telethon Man                                 |                 | 23 novembre 1987  |                 |
| 11 | Laugh at My Wife, Please                     |                 | 7 dicembre 1987   |                 |
| 12 | Support Your Local Shifflet                  |                 | 14 dicembre 1987  |                 |
| 13 | My Three Dads                                |                 | 4 gennaio 1988    |                 |
| 14 | A Friendship That Will Last a Lunchtime      |                 | 11 gennaio 1988   |                 |
| 15 | Presence of Malice                           |                 | 18 gennaio 1988   |                 |
| 16 | Would You Buy a Used Car from This Handyman? |                 | 1º febbraio 1988  |                 |
| 17 | The Buck Stops Here                          |                 | 8 febbraio 1988   |                 |
| 18 | Attention WPIV Shoppers                      |                 | 15 febbraio 1988  |                 |
| 19 | The Big Uneasy                               |                 | 22 febbraio 1988  |                 |
| 20 | Draw Partner                                 |                 | 7 marzo 1988      |                 |
| 21 | A Midseason's Night Dream                    |                 | 14 marzo 1988     |                 |
| 22 | Newsstruck                                   |                 | 21 marzo 1988     |                 |
| 23 | The Gleeless Club                            |                 | 2 maggio 1988     |                 |
| 24 | Courtin' Disaster                            |                 | 9 maggio 1988     |                 |